# سرنخ (بازی)

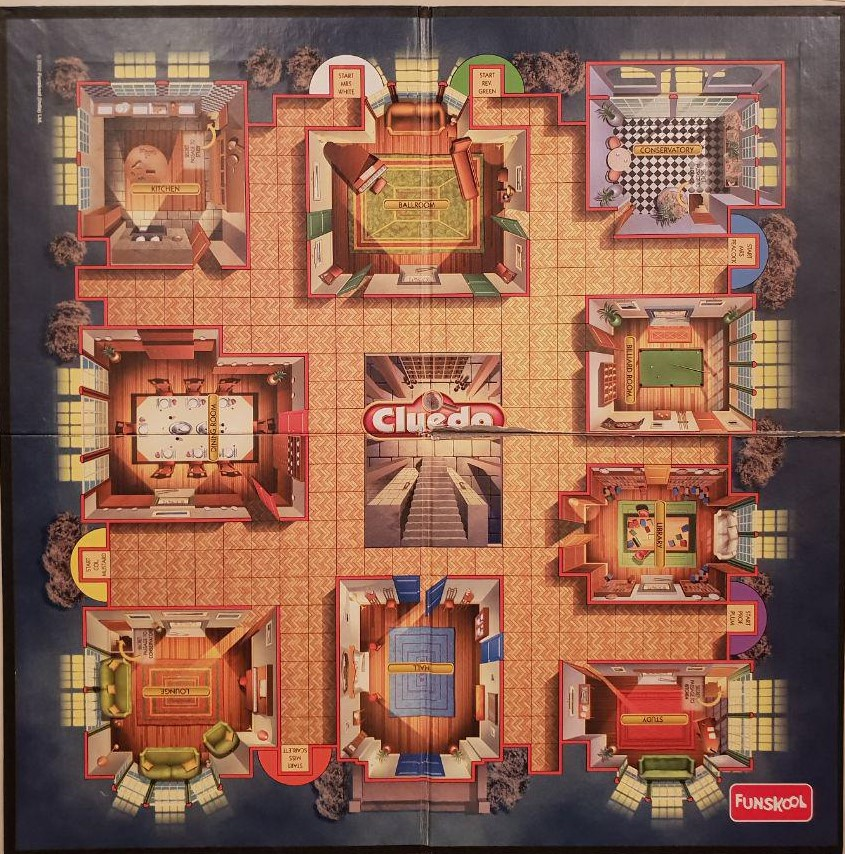
صفحه بازی سر نخ

بازی فکری سرنخ (به انگلیسی: Cluedo) یک بازی تخته‌ای است که به ۳ تا ۶ بازیکن نیاز دارد. این بازی توسط شرکت آمریکایی برادران پارکر به بازار عرضه شد. هدف این بازی یافتن پاسخ سه سؤال در مورد صاحبخانه است که چه کسی، کجا و با چه وسیله او را به قتل رساند.

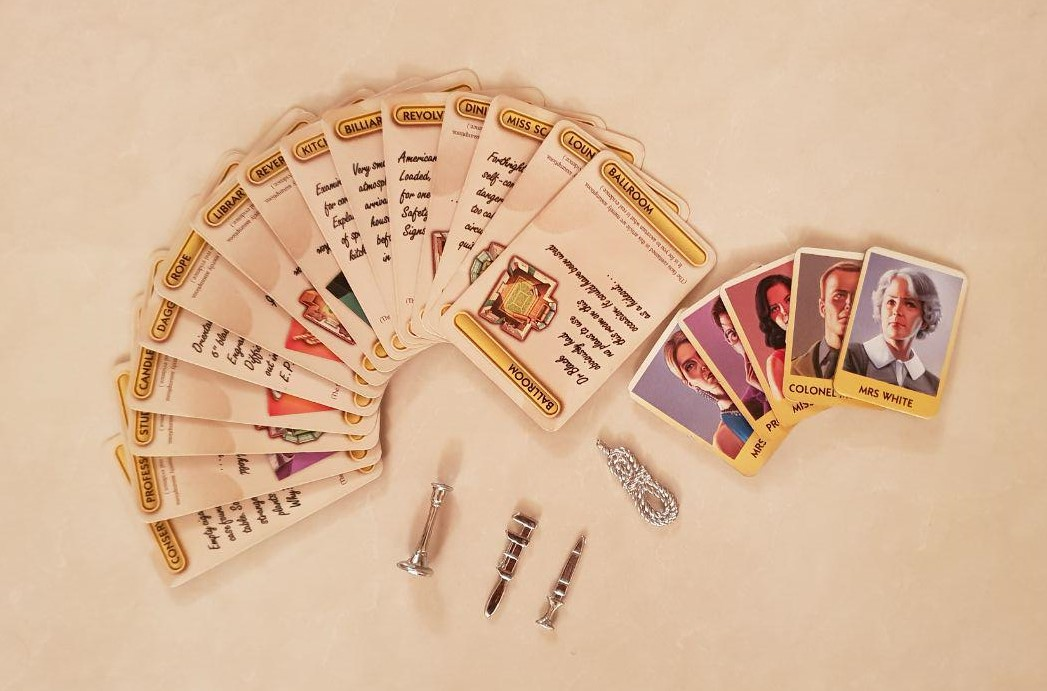
کارتها و مهره‌های بازی سر نخ

## وسایل بازی
- صفحه بازی که خانه ای با ۹ اتاق می‌باشد.
- ۶ عدد مهره با رنگهای مختلف
- ۶ عدد اسلحه کوچک و یک عدد تاس
- ۲۱ عدد کارت که ۶ تا نشاند دهنده ۶ نوع اسلحه، ۶ تا نشان دهنده ۶ نفر مظنون و ۹ تا نشان دهنده ۹ اتاق خانه
- یک دسته یادداشت کارآگاهی[۱]

## قوانین و نحوه بازی
ابتدا کارتها را به سه دسته جداگانه اشخاص مظنون، اتاقها و اسلحه‌ها تقسیم نمایید. سپس هر دسته را بر زده و بدون اینکه کسی ببیند از روی هر دسته یک کارت برداشته و در وسط صفحه قرار دهید. سپس کارتها را با هم مخلوط نموده و بر بزنید و بدون دیده شدن کارتها، آنها را بین بازیکنان تقسیم نمایید. با شروع بازی هر یک از بازیکنان به نوبت تاس انداخته و در صفحه بازی در ۴ جهت اصلی حرکت می‌کند. بازیکنی که وارد یک اتاق می‌شود باید حدس بزند که چه کسی، با چه وسیله ای و در کدام اتاق صاحبخانه را به قتل رسانده‌است. بعد از حدس بازیکن، بازیکنان دیگر باید از سمت چپ به ترتیب کارتهای خود را نگاه کنند اولین نفری که یکی از حدسهای این بازیکن را داشته باشد باید مخفیانه کارت خود را به بازیکن حدس زننده نشان دهد. در صورتی که هیچ‌یک از بازیکنان یکی از حدسهای آن بازیکن را نداشته باشند بازیکن حدس زننده باید طوریکه بازیکنان دیگر نبینند کارتهای وسط صفحه را ببیند که درست حدس زده یا نه. در صورتی که درست حدس زده باشد برنده بازی است و در غیر این صورت از بازی خارج می‌شود.